# Roberto Carlos (voetballer)
Roberto Carlos voluit Roberto Carlos da Silva Rocha (Garça, São Paulo, 10 april 1973) is een Braziliaans voetbaltrainer en voormalig voetballer. Hij speelde voor União São João, Palmeiras, Internazionale, Real Madrid, Fenerbahçe, Corinthians, Anzji Machatsjkala en Delhi Dynamos. Hij debuteerde in 1992 voor het Braziliaans voetbalelftal, waar hij 125 wedstrijden voor speelde.
Carlos won als Braziliaans international een keer het wereldkampioenschap voetbal (2002), twee keer de CONMEBOL Copa América (1997, 1999) en een keer de FIFA Confederations Cup (1997). Met Real Madrid won hij drie keer de UEFA Champions League (1997/98, 1999/00, 2001/02), een keer de UEFA Super Cup (2002), twee keer de wereldbeker voor clubteams (1998, 2002) en vele nationale kampioenstitels. 

## Clubcarrière

### Jeugd
Hij is geboren in het binnenland van São Paulo. Zijn moeder vernoemde hem naar de zanger Roberto Carlos Braga. Hij valt in Brazilië op als een linksback met een in brede kringen gewaardeerde techniek en, hoewel hij relatief klein van stuk is (1.68 meter lang), ook een hoge loopsnelheid. Daarnaast is hij onder meer bekend om zijn ventieltrap. Roberto Carlos heeft een begaafde traptechniek; met zijn linkervoet is hij in staat de bal een grote snelheid te geven. Hij speelde in de jeugd van União São João, waar hij twee seizoenen mee uitkomt in de Campeonato Brasileiro Série B. In die twee jaar komt hij 66 wedstrijden en zes goals voor de club.

### Palmeiras
Roberto Carlos begint zijn professionele voetbalcarrière in 1993 bij de Braziliaanse club Palmeiras. Daar wordt hij twee seizoenen op rij kampioen van Brazilië, in 1993 en 1994.
Hij speelde daar drie seizoenen en kwam daarin 162 wedstrijden, waarin hij zestien keer scoort. In de zomer van 1995 trok hij met zijn club door Europa, waar zijn voetbaltalent wordt opgemerkt door scouts van Ajax. Hoewel de club aanvankelijk interesse had, kozen ze uiteindelijk voor Marcio Santos. Ook Aston Villa was dicht bij het aantrekken van Carlos. 

### Internazionale
De Italiaanse Serie A-club Internazionale nam Carlos dat seizoen onder contract. Hij maakte op 27 augustus 1995 tegen LR Vicenza zijn debuut en was meteen beslissend door via een vrije trap vanaf 30 meter de enige treffer van de wedstrijd te scoren. Hij speelde één seizoen voor Inter en kwam daarin tot 34 wedstrijden en zeven goals in alle competities. Later, in mei 2005, vertelde hij in een interview dat toenmalig trainer Roy Hodgson wilde dat Carlos als buitenspeler ging spelen, maar Carlos wilde zelf linksback blijven spelen. Carlos stapte daarna naar eigenaar Massimo Moratti 'om te kijken of we dingen uit konden spreken, maar het werd al gauw duidelijk dat de enige oplossing was om te vertrekken.'

### Real Madrid
Al in het daaropvolgende seizoen 1996/97 speelde Carlos bij Real Madrid. Nieuwe trainer Fabio Capello hoorde met ongeloof dat Carlos over te nemen was en vroeg bestuurder Lorenzo Sanz meteen om naar Milaan af te reizen. 24 uur later was de deal geregeld. Carlos kreeg rugnummer 3 en werd de vaste linksback van Real Madrid, tot en met het seizoen 2006/07. In zijn elf seizoenen met Madrid speelde hij 584 wedstrijden in alle competities en kwam hij tot 71 wedstrijden. Daarmee is hij de buitenlander met de meeste wedstrijden voor Real Madrid, nadat hij in januari 2006 het vorige record van Argentijn Alfredo Di Stéfano (329) had verbroken. Gedurende zijn tijd bij Real Madrid werd Carlos samen met AC Milan en Italië-icoon Paolo Maldini algemeen beschouwd als de beste linksback van de wereld. Hij maakte bovendien deel uit van de Galacticos, een project van Florentino Pérez om de beste spelers ter wereld bij elkaar te brengen (Zinédine Zidane, Ronaldo, David Beckham en Luís Figo bijvoorbeeld). 
In zijn tijd bij Real Madrid werd Carlos vier keer kampioen van Spanje (1996/97, 2000/01, 2002/03 en 2006/07) en bereikte hij driemaal de finale van UEFA Champions League, in 1998, 2000 en 2002. Hij gaf de assist op de winnende treffer van Zinédine Zidane in de finale van 2002, wat beschouwd wordt als een van de beste goals in de geschiedenis van de Champions League. Carlos werd opgenomen in het UEFA Team of the Year in 2002 en 2003. In het laatste gedeelte van zijn tijd bij Real was hij een van de drie captains, samen met Raúl en Guti. In februari 1998 scoorde hij zijn meest memorabele goal voor Real Madrid in een bekerwedstrijd tegen CD Tenerife, waarin hij een vrije trap met de buitenkant van zijn linkervoet met een enorme curve binnenschoot. 
Op de laatste speelronde van het seizoen 2002/03 moest Real Athletic Bilbao verslaan om Real Sociedad op de ranglijst te passeren en voor de 29'ste keer kampioen te worden. In die wedstrijd scoorde Carlos uit een vrije trap de 2-1, waarna Real met 3-1 won. Op 6 december 2003 scoorde Carlos de openingstreffer tegen FC Barcelona, waardoor Real voor de eerste keer in twintig jaar in Camp Nou een competitiewedstrijd won van de rivaal. In 2004 verscheen Carlos in de FIFA 100 en in 2008 won Carlos de Golden Foot. 
In maart 2007 maakte Carlos direct na de aftrap een cruciale fout tegen FC Bayern München in de achtste finale van de Champions League, waardoor Hasan Salihamidžić de bal kon overnemen en kon meegeven aan Roy Makaay, die daarmee de snelste goal in de historie van de UEFA Champions League kon maken (10.12 seconden). Een paar dagen later, op 9 maart 2007, kondigde Carlos aan dat hij na het seizoen zou vertrekken bij Real. Zijn laatste goal voor Real Madrid bleek een belangrijke: hij scoorde tegen Recreativo Huelva in blessuretijd de winnende. Uiteindelijk won Real de 30'ste landstitel op basis van onderling resultaat, want Barcelona had precies evenveel punten. 

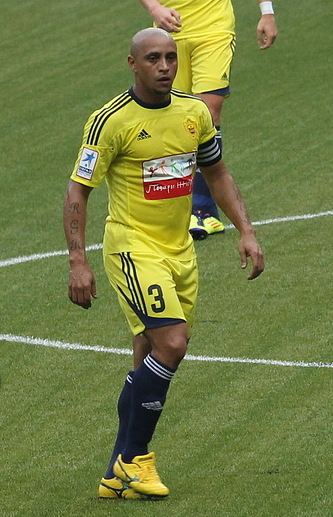
Roberto Carlos in august 2011 in het shirt van Anzhi.

### Fenerbahce
Op 19 juni 2007 tekende Carlos voor twee seizoenen bij Fenerbahçe, met een optie voor een derde seizoen. In zijn eerste wedstrijd won hij de Turkse Supercup met 2-1 van Beşiktaş JK. Hij scoorde op 25 augustus 2007 met een vliegende kopbal tegen Sivasspor zijn eerste goal voor Fenerbahce. Hij speelde drie seizoenen voor Fenerbahce en kwam daarin 104 wedstrijden en tien goals.

### Corinthians
In 2010 besloot hij om na vijftien jaar terug te keren in Brazilië en te gaan spelen voor Corinthians. Hij speelde daar maar één seizoen en kwam daarin tot 59 wedstrijden en vijf goals in alle competities.

### Anzji Machatsjkala
In de zomer van 2011 tekende hij voor één seizoen bij Anzji Machatsjkala in Rusland. Hier zou hij zijn carrière beëindigen, want op 1 augustus 2012 maakte hij na 28 wedstrijden en vijf goals voor de Russische club bekend om te stoppen met voetballen. In 2015 fungeerde hij nog als speler-trainer bij Delhi Dynamos uit India, waardoor hij nog drie wedstrijden speelde.

## Statistieken
| Seizoen        | Club               | Competitie       | Competitie | Competitie | Beker | Beker | Internationaal | Internationaal | Totaal | Totaal |
| Seizoen        | Club               | Competitie       | Wed.       | Dlp.       | Wed.  | Dlp.  | Wed.           | Dlp.           | Wed.   | Dlp.   |
| -------------- | ------------------ | ---------------- | ---------- | ---------- | ----- | ----- | -------------- | -------------- | ------ | ------ |
| 1990/91        | União São João     | Série B          | 24         | 1          | 0     | 0     | 0              | 0              | 24     | 1      |
| 1991/92        | União São João     | Série B          | 42         | 4          | 0     | 0     | 0              | 0              | 42     | 4      |
| 1992/93        | Palmeiras          | Série A          | 60         | 6          | 5     | 0     | 0              | 0              | 65     | 6      |
| 1993/94        | Palmeiras          | Série A          | 51         | 2          | 3     | 0     | 6              | 1              | 60     | 3      |
| 1994/95        | Palmeiras          | Série A          | 23         | 3          | 4     | 1     | 10             | 3              | 37     | 7      |
| 1995/96        | Internazionale     | Serie A          | 30         | 5          | 2     | 1     | 2              | 1              | 34     | 7      |
| 1996/97        | Real Madrid        | Primera División | 37         | 5          | 5     | 0     | 0              | 0              | 42     | 5      |
| 1997/98        | Real Madrid        | Primera División | 35         | 4          | 3     | 1     | 9              | 2              | 47     | 7      |
| 1998/99        | Real Madrid        | Primera División | 35         | 5          | 4     | 0     | 10             | 0              | 49     | 5      |
| 1999/00        | Real Madrid        | Primera División | 35         | 4          | 3     | 0     | 20             | 4              | 58     | 8      |
| 2000/01        | Real Madrid        | Primera División | 36         | 5          | 0     | 0     | 16             | 5              | 52     | 10     |
| 2001/02        | Real Madrid        | Primera División | 31         | 3          | 8     | 1     | 13             | 2              | 52     | 6      |
| 2002/03        | Real Madrid        | Primera División | 37         | 5          | 1     | 0     | 17             | 2              | 55     | 7      |
| 2003/04        | Real Madrid        | Primera División | 32         | 5          | 9     | 1     | 8              | 2              | 49     | 8      |
| 2004/05        | Real Madrid        | Primera División | 34         | 3          | 2     | 0     | 10             | 1              | 46     | 4      |
| 2005/06        | Real Madrid        | Primera División | 35         | 5          | 3     | 1     | 7              | 0              | 45     | 6      |
| 2006/07        | Real Madrid        | Primera División | 23         | 3          | 1     | 0     | 8              | 0              | 32     | 3      |
| 2007/08        | Fenerbahçe         | Süper Lig        | 22         | 2          | 4     | 0     | 9              | 0              | 35     | 2      |
| 2008/09        | Fenerbahçe         | Süper Lig        | 32         | 4          | 8     | 2     | 10             | 1              | 50     | 7      |
| 2009/10        | Fenerbahçe         | Süper Lig        | 11         | 0          | 0     | 0     | 8              | 1              | 19     | 1      |
| 2010           | Corinthians        | Série A          | 47         | 4          | 0     | 0     | 8              | 0              | 55     | 4      |
| 2011           | Corinthians        | Série A          | 3          | 1          | 0     | 0     | 1              | 0              | 4      | 1      |
| 2011/12        | Anzji Machatsjkala | Premjer-Liga     | 25         | 4          | 3     | 1     | 0              | 0              | 28     | 5      |
| 2015           | Delhi Dynamos      | I-League         | 3          | 0          | 0     | 0     | 0              | 0              | 3      | 0      |
| Carrièretotaal | Carrièretotaal     | Carrièretotaal   | 743        | 83         | 69    | 9     | 172            | 25             | 984    | 117    |

## Interlandcarrière
Op 26 februari 1992 debuteerde Carlos voor het Braziliaans elftal in een met 3–0 gewonnen oefenwedstrijd tegen de Verenigde Staten. Hij speelde op drie verschillende WK's en won in 2002, tijdens het in Japan en Zuid-Korea gehouden wereldkampioenschap voetbal, met Brazilië de finale door Duitsland te verslaan. In 1997 en 1999 won Roberto Carlos met zijn land de CONMEBOL Copa América. Bovendien veroverde hij met Brazilië in 1997 en 2005 de FIFA Confederations Cup. Bij de Olympische Zomerspelen van 1996 veroverden Carlos met Brazilië onder 23 de bronzen medaille. 
Carlos zette in 2006 een punt achter zijn interlandcarrière. De destijds 34-jarige Braziliaan speelde op 1 juli 2006, tijdens de kwartfinale van het wereldkampioenschap voetbal 2006 in Duitsland tegen Frankrijk, zijn laatste interland. In zijn carrière speelde Roberto Carlos 125 interlands voor Brazilië, waarin hij negentien keer tot scoren kwam. 

## Privé
Op 24 juni 2005 werd Roberto Carlos beroofd door twee gewapende mannen tijdens een live radio-interview. Hij raakte niet gewond, maar de overvallers namen zijn horloge en de mobiele telefoon van de interviewer mee.
Op 2 augustus 2005 ontving hij de dubbele Spaanse en Braziliaanse nationaliteit. Dit bleek belangrijk voor Real Madrid, omdat het betekende dat hij nu telde als een speler van de Europese Unie. Hierdoor kwam een van de drie toegestane slots vrij voor niet-EU-spelers en was Real Madrid in staat om de Braziliaan Robinho te contracteren.
Roberto Carlos heeft een zoon genaamd João Afonso. Voor zijn 38e verjaardag werd gemeld dat Soelejman Kerimov, de eigenaar van Anzji Machatsjkala, een Bugatti Veyron voor hem had gekocht. Roberto Carlos heeft elf kinderen met zeven vrouwen. In oktober 2017 werd hij grootvader toen zijn dochter Giovanna beviel van een zoon.

## Trainerscarrière
Roberto Carlos was begin 2012 korte tijd actief als interim-hoofdtrainer bij Anzji Machatsjkala. In oktober 2012 werd Carlos assistent-trainer onder Guus Hiddink. Later bekritiseerde hij de club toen hij samen met hoofdtrainer Guus Hiddink aftrad. Carlos werd in juni 2013 aangesteld als hoofdtrainer van Sivasspor. Op 21 december 2014 verliet hij de club na een nederlaag tegen Istanbul Başakşehir. Op 2 januari 2015 werd Carlos aangesteld als hoofdtrainer van Akhisar Belediyespor.
Na zijn trainersavontuur in Turkije zou Carlos als hoofdtrainer tekenen voor Al-Arabi uit Qatar, maar als gevolg van het afbreken van de onderhandelingen ging het uiteindelijk niet door. Op 5 juli 2015 werd aangekondigd dat Carlos was aangesteld als hoofdtrainer van Delhi Dynamos, uitkomend in de Indian Super League. Aan het einde van het seizoen werd aangekondigd dat hij in 2016 niet zou terugkeren naar Delhi Dynamos.
Sinds augustus 2017 heeft hij marketing en management onder zijn hoede bij Real Madrid.

## Erelijst
Als speler
 Palmeiras
- Campeonato Brasileiro Série A: 1993, 1994
- Campeonato Paulista: 1993, 1994
- Torneio Rio-São Paulo: 1993

 Real Madrid
- Wereldbeker voor clubteams: 1998, 2002
- UEFA Champions League: 1997/98, 1999/00, 2001/02
- UEFA Super Cup: 2002
- Primera División: 1996/97, 2000/01, 2002/03, 2006/07
- Supercopa de España: 1997, 2001, 2003

 Fenerbahçe
- Süper Kupa: 2007, 2009

 Brazilië
- FIFA WK: 2002
- CONMEBOL Copa América: 1997, 1999
- FIFA Confederations Cup: 1997

Individueel
- Bola de Prata: 1993, 1994, 2010
- FIFA World Player of the Year: 1997 (Zilveren Award)
- ESM Team van het Jaar: 1996/97, 1997/98, 1999/00, 2000/01, 2001/02, 2002/03, 2003/04
- FIFA WK All-Star Team: 1998, 2002
- Trofeo EFE: 1997/98
- UEFA Clubverdediger van het Jaar: 2002, 2003
- UEFA Team van het Jaar: 2002, 2003
- Ballon d'Or: 2002 (tweede plaats)
- Golden Foot Award: 2008
- Prêmio Craque do Brasileirão: 2010
- FIFA 100
- Braziliaanse Hall of Fame
- 11Leyendas Jornal AS: 2021